# 栎叶柯
栎叶柯（学名：Lithocarpus quercifolius）为壳斗科柯属的植物，为中国的特有植物。分布在中国大陆的江西、广东等地，生长于海拔600米的地区，一般生长在山地次生林或灌木丛中，目前尚未由人工引种栽培。

## 别名
椆仔（广东）